# Vila Negri
Vila Negri é um distrito do município brasileiro de Taquaritinga, no interior do estado de São Paulo, mas que ainda não está cadastrado na Divisão Territorial Brasileira do IBGE por não possuir uma representação cartográfica encaminhada à instituição pelo poder público municipal.

## História

### Origem
O atual distrito de Vila Negri tem origem no antigo povoado de Sapezeiro. O patrimônio foi fundado por Francisco Negri, natural da Província de Mantova (Itália), que se mudou para o local nos primeiros anos do século XX. Ele iniciou a cultura do café nas terras e doou a área para a formação do patrimônio, que tem hoje o nome de sua família. 
Salvador Passafaro, natural de Catanzaro (Itália), emigrou para o Brasil em 1908, residindo inicialmente em Jurema (atual Jurupema), onde se dedicou ao ramo do comércio, até que em 1915 se transferiu para Sapezeiro, instalando a sua venda de secos e molhados, sendo o primeiro comerciante do local. 
Outro pioneiro foi Manoel Martins Pereira que além de dedicar-se à lavoura, teve a iniciativa de implantar no povoado uma máquina de beneficiar café por volta de 1914 e que também se dedicou às atividades comerciais. Vindo de Portugal radicou-se no distrito de Jurupema, depois transferindo-se para o povoado de Sapezeiro. Homem de grande prestígio social e político, desempenhou as funções de subprefeito e de juiz de paz de Jurupema. 
Eles foram homenageados pela Lei Municipal nº 56, de 16 de novembro de 1949, quando seus nomes foram apostos nos logradouros públicos de Vila Negri. 

### Formação administrativa
- Distrito policial de Vila Negri criado em 05/11/1934 no município de Taquaritinga, extinto em 1945[5].
- Decreto nº 35.217 de 13/07/1959 - Dispõe sobre a criação da 2.ª subdelegacia de polícia do distrito de Jurupema, município de Taquaritinga, com sede na localidade conhecida por Vila Negri[6].
- Lei Ordinária nº 2360 de 03/12/1991 - Declara a equiparação do Sub-Distrito de Vila Negri para Distrito, com território desmembrado do distrito de Jurupema[7].

## Geografia

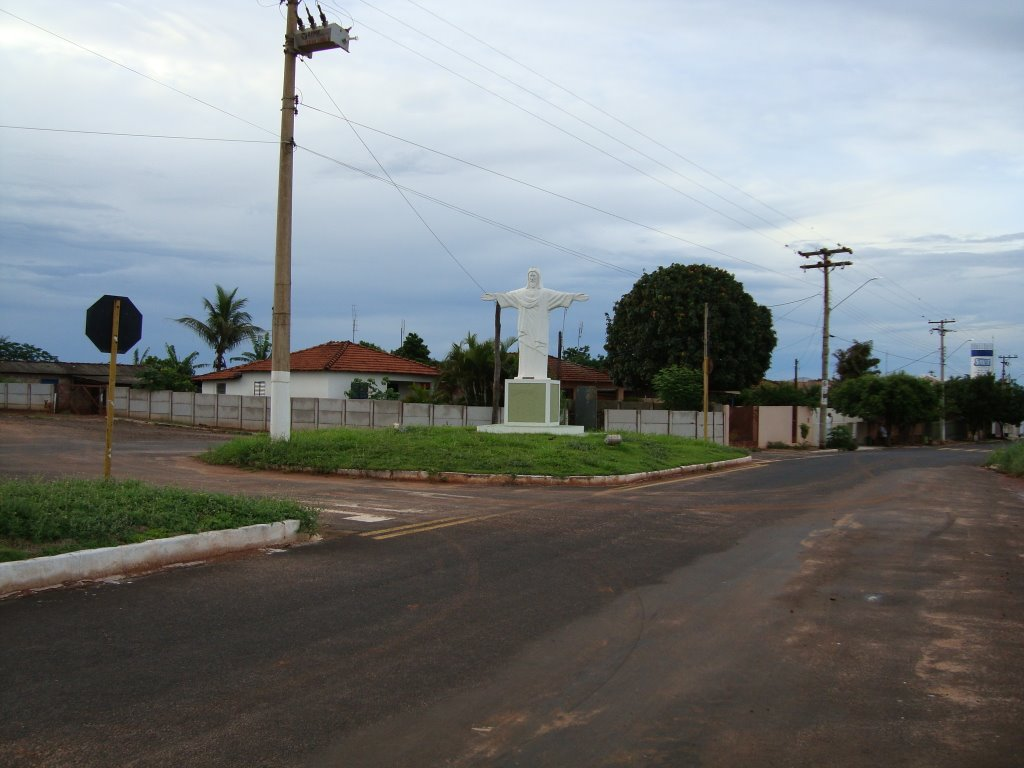
Entrada do distrito.

### Demografia

#### População urbana
| Crescimento população urbana | Crescimento população urbana | Crescimento população urbana | Crescimento população urbana |
| Censo                        | Pop.                         |                              | %±                           |
| ---------------------------- | ---------------------------- | ---------------------------- | ---------------------------- |
| 1980                         | 265                          |                              | —                            |
| 1991                         | 378                          |                              | 42,6%                        |
| 2000                         | 484                          |                              | 28,0%                        |
| 2010                         | 722                          |                              | 49,2%                        |
| Fonte: IBGE e Fundação SEADE |                              |                              |                              |

Até o Censo 2010 (IBGE) Vila Negri era classificado pelo IBGE como área urbana isolada do distrito de Jurupema.

### Rodovias
O acesso é feito através de estradas vicinais, que ligam o distrito às cidades de Taquaritinga e Cândido Rodrigues, ao distrito de Jurupema e a Rodovia Washington Luís (SP-310).

## Serviços públicos

### Administração
- Subprefeitura do Distrito de Vila Negri[10].

### Registro civil
Feito no distrito de Jurupema, pois o distrito não possui Cartório de Registro Civil das Pessoas Naturais.

### Saneamento
O serviço de abastecimento de água é feito pelo Serviço Autônomo de Água e Esgoto de Taquaritinga (SAAET).

### Energia
A responsável pelo abastecimento de energia elétrica é a CPFL Paulista, distribuidora do Grupo CPFL Energia.

### Telecomunicações
O distrito era atendido pela Telecomunicações de São Paulo (TELESP), que inaugurou a central telefônica utilizada até os dias atuais. Em 1998 esta empresa foi vendida para a Telefônica, que em 2012 adotou a marca Vivo para suas operações.

## Religião
O Cristianismo se faz presente no distrito da seguinte forma:

### Igreja Católica
- A igreja faz parte da Diocese de Jaboticabal[18].

### Igrejas Evangélicas
- Congregação Cristã no Brasil[19].